# Нигмет Нурмаков
Нигмет Нурмакович Нурмаков (на казахски: Нығмет Нұрмақұлы Нұрмақов; 25 април 1895 г. – 27 септември 1937 г.) е съветски държавник, председател на Съвета на народните комисари на Киргизка (Казахска) АССР (1924 – 1929 г.).

## Биография
- През 1915 г. завършва Омската учителска семинария.[1] По образование е учител.[1]
- През 1931 г. завършва Комунистическия университет към ЦК на КПСС (б).
- От 1915 до 1918 г. е учител в Каркарала.
- В периода февруари-май 1918 г. е секретар на Каракалинския уезден съвет на работническо-селските депутати.
- През 1918 – 1919 г. е хвърлен в белогвардейски затвор.
- В периода 1920 – 1921 г. е член на Каркаралинския ревком и изпълком, член и завеждащ отдел на Семипалатинския губвоенревком.
- През 1923 – 1924 г. е председател на Казахското отделение на Върховния съд на РСФСР.
- Септември – октомври 1925 г. – Началник на отдела на Комунистическата партия на Комунистическата партия на Комунистическата партия и Генерален прокурор на КАССР.
- Октомври 1924 – април 1929 г. – председател на Съвета на народните комисари на СССР.
- През 1929 – 1931 г. учи в Москва.
- В периода 1931 – 1937 г. е заместник-секретар на ВЦИК. Ръководител на Бюрото на Централния комитет на Комунистическата партия на Казахската съветска социалистическа република.
- Репресиран през 1937 г. и оправдан през август 1956 г.